# Hrvatska u Prvom svjetskom ratu
Hrvatska u Prvom svjetskom ratu, dio povijesti Hrvatske obuhvaćen razdobljem Prvog svjetskog rata (1914. – 1918.). Područje današnje Hrvatske je izbijanje Prvog svjetskog rata 1914. dočekalo kao dio Austro-Ugarske, upravno podijeljeno između austrijske i ugarske polovice države; Međimurje i Baranja bili su dio Kraljevine Ugarske, Kraljevina Hrvatska i Slavonija bila je zaseban dio ugarskog dijela monarhije, Dalmacija i Istra bile su u austrijskom dijelu, dok je Rijeka bila izravno podređena Kraljevini Ugarskoj.
Pitanje hrvatskog ujedinjenja bilo je temeljni problem koji se u Dvojnoj Monarhiji nije rješavao. Mnogi politički problemi zajedno s Balkanskim ratovima doveli su do stanja nemira, štrajkova i atentata uoči rata. Hrvatska politika svodila se na rješenje u sklopu Austro-Ugarske ili ujedinjenje sa Srbijom i Crnom Gorom u jedinstvenu južnoslavensku državu. Tijekom rata nastupile su posebne okolnosti u kojima je političko djelovanje bilo izrazito ograničeno te je dosta vlasti završilo u rukama vojnih krugova, a južnoslavenske su simpatije izjednačene s veleizdajom.
Hrvati su se uglavnom borili na srbijanskom bojištu te u Galiciji (protiv Rusije) i na Soči (protiv Italije), iako je manji broj Hrvata sudjelovao u borbama i na drugim bojištima. Dio Hrvata sudjelovao je i na strani Antante: hrvatski dragovoljci iz prekomorskih zemalja (ponajprije iz SAD-a) te vojni zarobljenici ili bjegunci iz austrougarske vojske. Hrvatska je u ratu pretrpjela ogromne ljudske i gospodarske gubitke, koje je još više povećala španjolska gripa krajem rata. Iako su predstavljali manje od 10 % stanovništva Austrougarske monarhije, u cjelokupnoj su vojsci 13-14 % vojnika činili Hrvati. Ukupni hrvatski vojni gubitci u ratu najvjerojatnije su iznosili oko 190.000 ljudi, dok se navode i podatci od 137.000 vojnih i 109.000 civilnih žrtava.
U okolnostima urušavanja Dvojne Monarhije te bezvlašća i nesigurnosti na samom kraju rata, Hrvatski sabor proglasio je 29. listopada 1918. odcjepljenje i pristupanje Državi SHS, koja se uskoro ujedinila sa Srbijom u Kraljevstvo Srba, Hrvata i Slovenaca. Takav razvoj događaja doveo je do zapostavljanja rata u historiografiji i kolektivnoj svijesti u Hrvatskoj sve donedavno.

## Stanje u Hrvatskoj

### Izbijanje rata
Odmah po dolasku vijesti o atentatu u Sarajevu u Hrvatskoj je zavladao veliki nemir i napetost. U kratkom roku u Zagrebu je prodano 50.000 primjeraka novina, a kolportere je morala štititi policija. Već 28. lipnja navečer održane su komemorativne povorke i skupovi sa slikama ubijenog prijestolonasljednika i hrvatskim zastavama s crnim florom. Frankovci su bili teško pogođeni smrću Franje Ferdinanda jer je iskazivao simpatije prema hrvatskim interesima, o čemu su tada pisali i svjetski mediji. No, neki povjesničari danas tvrde da je bilo neopravdano očekivati da će Franjo Ferdinand, kad stupi na vlast, uvesti trijalističko uređenje Monarhije s jednom hrvatskom jedinicom koja bi obuhvaćala Sloveniju, Hrvatsku, BiH i Vojvodinu. Frankovci su iskoristili pojedine provokacije te ozračje i ogorčenost naroda te poveli protusrpske demonstracije. Nakon što je bačen kamen na povorku sa slikom Franje Ferdinanda, demolirane su radnje u vlasništvu Srba u Zagrebu te kavane i okupljališta projugoslavenskih političara. Napadnuti su i saborski zastupnici Hrvatsko-srpske koalicije (HSK). S druge strane, socijaldemokratska stranka je održala skup na kojem je osuđeno protusrpsko raspoloženje. Istodobno s velikim protusrpskim neredima u Beču, Budimpešti i teškim izgredima u BiH, u kojima je bilo mrtvih i ranjenih, i u drugim hrvatskim gradovima je došlo do sukoba s jugoslavenski orijentiranim građanima i udrugama, a pogotovo prema srpskim društvima i klubovima, kao u Dubrovniku, gdje je nastradalo srpsko društvo "Dušan silni". Veliki neredi zabilježeni su i u Zadru, Konavlima, gdje su paljene srpske zastave, i Metkoviću. U Đakovu i Slavonskom Brodu nemiri su poprimili razmjere u kojima je zatražena intervencija vojske. U Petrinji je uveden policijski sat, a redarstvo je imalo pune ruke posla i u Bjelovaru i Virovitici. U Vukovaru i Zemunu redarstvo je uspjelo spriječiti veće sukobe. Većina Srba u Hrvatskoj je s odobravanjem dočekala vijest o ubojstvu Franje Ferdinanda i supruge, a ponegdje su zabilježene i teže provokacije, poput isticanja slika kralja Petra, veselja, vrijeđanja i slavlja. U Zadru je uhićeno 14 Srba zbog slavljenja atentata. Neki projugoslavenski političari, poput Ante Trumbića i Frana Supila, odlučili su emigrirati kako ne bi bili izloženi progonu, dok je Ivan Meštrović već bio u inozemstvu.
Izvanredna sjednica Hrvatskog sabora na kojoj je trebala biti pročitana izjava o vjernosti Monarhiji i izjava sućuti prekinuta je opstrukcijom frankovaca te optužbama i predbacivanjima vladajućoj Hrvatsko-srpskoj koaliciji. Dr. Ivo Frank navodno je prijetio revolverom srpskim zastupnicima. 26. srpnja objavljena je djelomična mobilizacija, a sutradan je ban Škrlec donio posebne uredbe te stavio izvan snage Mažuranićev zakon o slobodi okupljanja iz 1875. Nakon objave rata 28. srpnja dogodile su se nove manifestacije podrške ratu. Dolazak unovačenih vojnika u zagrebačke vojarne dočekan je povicima "živjela hrvatska vojska", na što su novaci odgovarali "živila Hrvatska, živio hrvatski kralj".
Kako je posljednji sukob u koji je Hrvatska bila uključena bio 1878., a Hrvatska, Austro-Ugarska i čitava Europa uživale u skoro pedesetogodišnjem miru i relativnoj stabilnosti, uskoro je ratno stanje ipak dočekano u Hrvatskoj s teškim šokom i nevjericom. Cijene hrane odmah su naglo skočile pa su ih vlasti zamrznule, a raspuštena su sva društva osim vatrogasnih i dobrotvornih. Ubrzo su uhićeni i internirani pojedini projugoslavenski političari i aktivisti, poput Iva Vojnovića, Ive Andrića, Grge Angjelinovića ili Oskara Tartaglie. Većina ih je oslobođena tijekom 1915., a najkasnije 1917., jer je car i kralj Karlo I. pod snažnim pritiskom međunarodne javnosti, a i zbog priprema za sklapanje separatnog mira s Antantom, donio 1917. odluku o amnestiji političkih zatvorenika.
Hrvatski teritorij, osim Istočnog Srijema i nekih dalmatinskih otoka (Palagruža, Lastovo), nije bio zahvaćen ratnim operacijama. No, 60.000 stanovnika Pule i okolice se zbog blizine ratnog djelovanja i sigurnosti ratne luke 1915. prisilno izmješta u izbjegličke logore u Austriji, Češkoj i Sloveniji, gdje su mnogi umrli od bolesti i gladi, dok je u Istri uspostavljena vojna uprava. U Hrvatskoj i Slavoniji pak vladala je teška politička situacija; tijekom sve četiri godine rata prijetila je opasnost od zavođenja diktature Vojnog komesarijata za Hrvatsku, koji je konstantno pokušavao oduzeti vlast Hrvatskom Saboru. U tome su pravcu radili frankovci, koji su se nadali da bi mogli postati poluga vlasti vojnog povjerenika.
Kako je na području Hrvatske i Bosne i Hercegovine mobilizirano gotovo milijun ljudi, ekonomska situacija je bila vrlo loša. Ponešto je pomogao angažman ruskih i srpskih ratnih zarobljenika, koji su dodijeljivani poljoprivrednim posjedima i tvornicama kao ispomoć. Vladala je nestašica svega, o čemu svjedoči činjenica da je bakreni krov dubrovačke katedrale skinut kako bi se pretopio u strjeljivo, a ista sudbina zadesila je i bakreni krov tadašnje Sveučilišne knjižnice u Zagrebu, danas zgrade Hrvatskog državnog arhiva. I mnoge druge crkve u Hrvatskoj ostale su bez zvona ili krovova.
Ista sudbina zadesila je i prvu hidroelektranu na Krki kod Šibenika. Kruh se dobivao samo na cedulje, a tekstilne robe, čak i one od kopriva, je potpuno nestalo. Povrća je bilo toliko malo da se za njega nisu izdavali bonovi, nego se od zgode do zgode dijelio krumpir i grah na trgovima, u Zagrebu na Jelačićevom i Pejačevićevom trgu. Žene i djeca znali bi čitavu noć probdjeti, čekajući svojih četvrt kilograma krumpira ili graha po osobi.

### Dobrotvorne akcije
Također se provodila dobrotvorna akcija pod nazivom Dadoh zlato za željezo, u kojoj su ljudi davali zlatan nakit u zamjenu za željezno prstenje, a zlato je odlazilo za uzdržavanje obitelji poginulih vojnika. U listopadu 1914. godine vladin povjerenik za organizaciju dobrovoljne ratne bolničarske službe uz odobrenje visoke kr. zem. vlade odredio je akciju sabiranja "darova u obliku zlatnih predmeta i gotovoga novca i inih vrijednina" na području kraljevine Hrvatske i Slavonije pod geslom "Zlato za željezo". Nakon procjene i uz pismenu potvrdu, darovateljima se za uzvrat poklanjao željezni prsten u visini vrijednosti dara, najmanja vrijednost donacije iznosila je 5 kruna. Svrha ove humanitarne građanske akcije bila je prikupljanje novca za obitelji poginulih vojnika "koji su zavičajnici ovih kraljevina i koji su ostavili svoje obitelji nedovoljno obskrbljene". Središte organizacije ove sabirne akcije bilo je u Zagrebu, a sakupljanje se vršilo u prostorijama Prve hrvatske štedionice u Zagrebu, Ilica br. 5, u njenim podružnicama ili od strane ovlaštenih osoba u manjim mjestima. Prsteni su nosili natpis i godinu sabirne akcije "DADOH ZLATO ZA ŽELJEZO 1914" te bili zaštićeni žigom Povjerenstva za organizaciju dobrovoljne ratne bolničarske službe u Zagrebu. Zagrepčani su uz to 1915. mogli i zabiti čavlić u deblo lipe na Zrinjevcu, prikupljajući na taj način sredstva za zbrinjavanje obitelji u ratu poginulih vojnika. Postoje namjere za podizanje Ratne spomen-lipe u znak sjećanja na sve poginule i stradale vojnike u Prvom svjetskom ratu. Akcija se odvijala i u ostalim hrvatskim gradovima – u Puli se čavlić zabijao u svjetionik, a u Jastrebarskom u drvenog jastreba. Drvored kestena u glavnoj ulici u Sinju, koja je ujedno i trkalište Alke, posađen je u spomen na unovačene vojnike koji su otišli u rat 1917. godine. Broj stabala jednak je broju momaka koji su unovačeni.
Mnoge pripadnice plemstva za vrijeme rata bavile su se humanitarnim radom. Plemkinja iz obitelji Janković, Marija Janković udana pl. Adamović poklonila je veliki dio svog imetka za lijekove sirotinji. Tijekom rata u Drenovcu je osobno previjala ranjenike.

#### Zbrinjavanje gladne djece
Zbog dugog rata za koji se Austro-Ugarska nije pripremila, ali i zbog suše, počela se 1916. i naročito 1917. osjećati glad i oskudica. Ljudi, a osobito djeca, počeli su masovno umirati. Zbog toga je zagrebački Središnji odbor za zbrinjavanje porodica mobiliziranih i u ratu poginulih vojnika, počeo veliku humanitarnu akciju preseljavanja djece iz Istre na sjever Hrvatske. Onda su ovu akciju prihvatili i franjevci kao spas za hercegovačku katoličku djecu. Spašavanje hercegovačke djece tijekom Prvoga svjetskog rata velika je socijalna akcija, koju je potaknuo i provodio fra Didak Buntić. Tijekom 1917. i 1918. godine, u Hrvatskoj i Slavoniji, bilo je zbrinuto oko 17.000 hercegovačke djece. Tako se razvila u Hrvata do tada neviđena manifestacija ljudske solidarnosti u spašavanju djece, koja je ostavila dubok trag u kolektivnoj svijesti hercegovačkih ljudi.
Bio je to spas i za dalmatinsku, bosansku, a i slovensku djecu iz Gorice i Slovenskog primorja. Tako je akcija, kojom su iz Zagreba rukovodili dr. Josip Šilović i Đuro Basariček te Zvonimir Pužar, postala masovna. Na prehranu je u sjevernu Hrvatsku dopremljeno više od 20.000 djece, uglavnom u Bjelovarsko-križevačku županiju.

### Cenzura
Nakon objave rata u Trojednoj Kraljevini je uveden sustav izvanrednih zakonskih mjera. U njemu je nadzor nad novinstvom i novinarima predstavljao najvažniju zadaću. U slučajevima kada bi novinari prekršili propise vojne cenzure, vojne uprave bi ih unovačile i rasporedile na bojišnicu. Vojna cenzura ugasila je listove "Hrvat" i "Hrvatski pokret", starčevićanska glasila. Unatoč neslobodnom izvještavanju i cenzuri, zanimanje javnosti za novine je značajno poraslo. Potkraj rata, 1918., dnevna naklada svih novina u Zagrebu je porasla na 150.000 primjeraka, što je bila peterostruka prijeratna naklada.

### Pobune i dezerterstva
Pod utjecajem Oktobarske revolucije u Rusiji, širenja Lenjinovih ideja, ali i očajnog položaja hrvatskih vojnika i mornara, teškog stanja u pozadini i besmislenog produljenja ratnih operacija, od početka 1917. dezerterstvo, pobune vojnika i mornara i bjegovi saveznicima su postali česta pojava. Već 1917. godine zabilježeni su prosvjedi mornara u ratnim lukama Austro-Ugarske. U Puli su se istaknuli proturatni prosvjedi, a bilo je i dezerterstva. Veliki štrajk 11.000 radnika arsenala koji su tražili primirje, veće plaće i bolju prehranu izbio je 1918. godine. Iz Kumbora je u Brindisi prebjegla posada hidroaviona K-307. Iz Šibenika je u Italiju prebjegla torpiljarka T-11. Mornari František Koucký (Čeh) i Ljubomir Kraus (Hrvat) pokušali su bijeg iz Pule torpiljarkom T-80, ali su izdani te osuđeni na smrt i strijeljani. Podržavajući radničke nemire, mornari s ratnih brodova Erzherzog, Prinz Eugen i Aspern, otkazivali su poslušnost zapovjedništvu. Zbog neposluha je 35 pripadnika Hidrobaze u Puli kažnjeno dugogodišnjim zatvorskim kaznama. Jedna od najvećih pobuna bila je slavna pobuna mornara u Boki kotorskoj (1. veljače 1918.), kojoj su na čelu bili Hrvati. Na sjeveru Hrvatske, dezerteri iz Domobranstva, poznatiji kao Zeleni kadar, neorganizirano su pljačkali i palili po plemićkim dvorcima i veleposjedima te ih preotimali i prisilno parcelirali. Procjenjuje se da je broj zelenokaderaša krajem rata iznosio oko 50.000. Među vojnicima i stanovništvom popularna je bila zabranjena rugalica: "Care Karlo i carice Zita, što ratujete kad nemate žita?!"

### Španjolska gripa
U srpnju 1918., do Hrvatske je došla i španjolska gripa, koja je diljem svijeta pokosila 20 milijuna ljudi. U Zagrebu je 1918. godine tjedno umiralo u prosjeku 60 stanovnika. U najtežem razdoblju epidemije taj broj je porastao na više od 200 osoba, s vrhuncem u drugom tjednu prosinca kad se broj umrlih u Zagrebu penje na 264. Samo u Zagrebu je u nepuna četiri mjeseca odnijela više od 700 života, a na čitavom području Hrvatske vjerojatno više desetaka tisuća. Suvremenici su procjenjivali kako je od gripe u drugoj polovini 1918. oboljelo gotovo 90 % stanovnika Hrvatske, a procjenu od 15.000 – 20.000 stradalih u Hrvatskoj valja uzeti kao donju granicu broja žrtava epidemije.
Godine 1918., raspadom Austro-Ugarske, u Hrvatskoj nastupa razdoblje bezvlašća i opće nesigurnosti. U Slavoniju ulazi srpska vojska pod izlikom uvođenja reda, potpomognuta francuskim kolonijalnim trupama (Vijetnamci, Senegalci...). Tom prigodom izvršene su mnoge pljačke i ubojstva seljaka.

## Hrvati na bojištu
U Prvome svjetskom ratu Austro-Ugarska se borila na strani Središnjih sila, a hrvatski vojnici borili su se i ginuli na balkanskom, galicijskom, a od 1915. i talijanskom bojištu. Pojedine hrvatske postrojbe od srpnja 1918. borile su se i na zapadnoj bojišnici u sklopu XVIII. korpusa: 31. lovačka bojna, dva eskadrona 10. husarske domobranske pukovnije te topničke postrojbe još u Bitci kod Verduna. Hrvatski su topnici ratovali i u sklopu austrougarskih bitnica na Sinaju i u Palestini kao ispomoć turskim snagama. Složenost administrativne raskomadanosti hrvatskih zemalja odrazila se i na vojnu organizaciju, tako da su se vojni obveznici iz Kraljevine Hrvatske i Slavonije borili u sklopu XIII. korpusa Zajedničke vojske i 42. domobranske pješačke divizije Kraljevskog hrvatskog domobranstva. Vojnici iz Kraljevine Dalmacije popunjavali su 22. c. i kr. pukovniju, zadarsku 23. c. i kr. domobransku pukovniju, dubrovačku 37. c. i kr. domobransku pukovniju te elitnu postrojbu Dalmatinskih zemaljskih strijelaca. Istrani su služili u 5. c. i kr. domobranskoj pukovniji, 87. c. i kr. pukovniji i 97. c. i kr. pukovniji, a Međimurci u 20. kr. ug. domobranskoj pukovniji i 48. c. i kr. pukovniji. Usto, Dalmatince i Istrane je novačila i Austrougarska ratna mornarica.
Na početku rata u ljeto 1914. općom mobilizacijom zagrebački XIII. korpus (uključujući 42. dom. diviziju) u sklopu 5. armije i dalmatinsko-hercegovački XVI korpus u sklopu 6. armije upućeni su na Srbiju, dok su istarske i međimurske postrojbe poslane u Galiciju. XVI korpus je već 23. svibnja 1915. iz Srbije prebačen na novootvorenu talijansku bojišnicu, gdje ostaje do kraja rata. Namjera glavnog stožera je bila jasna – Hrvati iz Dalmacije imali su poseban motiv u borbi protiv Italije, jer su izravno bili ugroženi talijanskim planovima zauzimanja istočne obale Jadrana. 27. veljače 1918. na bojišnicu na Soči prebačen je i zagrebački XIII. korpus, gdje ostaje do kraja rata.
Krajem rata 84. domobranska brigada je držala obrambeni položaj kod Monte Groggia, a 83. brigada je bila u rezervi kod Belluna. 22. listopada 1918. 83. brigada je odbila zamijeniti 84. brigadu na položaju radi smjene, što je bio znak za masovno otkazivanje neposlušnosti ostalih naroda u austrougarskoj vojsci. Odstupivši 30./31. listopada s Monte Groggie, 84. brigada je kod Brunica ušla u Pusteriju i zajedno s 83. brigadom prevezena preko Koruške u domovinu.
Zarobljeni Hrvati na talijanskom i galicijskom bojištu nerijetko su završavali u tzv. Jugoslavenskoj legiji, gdje su se dalje borili na Solunskom frontu. Među njima su bili i budući kardinal, bl. Alojzije Stepinac i budući ban Banovine Hrvatske, Ivan Šubašić, kao i skladatelj Ivo Tijardović i mnogi drugi. Hrvatski slikar Vladimir Becić, koji se nedugo prije izbijanja rata našao u Beogradu, prijavio se u srpsku vojsku.

## Hrvatsko iseljeništvo
Dio hrvatskih iseljenika pomagao je rad Jugoslavenskog odbora, dok je dio otvoreno stao nasuprot jugoslavenskoj ideji. Jugoslavenska ideja pustila je do Prvoga svjetskog rata duboko korijenje među hrvatskim iseljeništvom, osobito u Južnoj Americi. Na vijest o ratu oni spontano reagiraju okupljanjem, da bi se ubrzo našli pod patronatom Jugoslavenskog odbora. (Vezu je uspostavio Odborov član Miće Mičić, organizirali su ih predstavnici Jugoslavenske ujedinjene (nacionalističke) omladine Milostislav Bartulica i Ljubo Leontić.) Iseljeništvo je Odboru bilo važno zbog ovih razloga: davalo mu je legitimitet koji nije mogao dobiti iz domovine; pokrivalo rashode dajući mu kakvu-takvu slobodu u političkoj akciji u odnosu prema srpskoj vladi (koja ga je inače nastojala svesti na svoje tijelo za promidžbu); bilo je osnova za regrutiranje zamišljene Jugoslavenske legije na solunskom bojištu. Od svega toga jedini stvaran učinak bila je materijalna potpora. Unatoč legitimitetu koji su mu davali iseljenici, Odbor nije bio priznat od Antante kao predstavnik južnih Slavena Monarhije, a hrvatski iseljenici se uglavnom nisu pojavili na solunskom bojištu.
Budući da su dolazili iz Austro-Ugarske, neprijateljske zemlje, stotine hrvatskih iseljenika u Kanadi bilo je zajedno s ostalim sudržavljanima zatvoreno u sabirne logore i korišteno kao prisilna radna snaga u najudaljenijim kanadskim regijama. Istovremeno, oduzeta im je i imovina. U ceremoniji 2011., hrvatski konzul Ljubinko Matešić obilježio je grobove Hrvata koji su preminuli tijekom zatočeništva.

## Unutarnja politička kretanja
Pobjeda Austro-Ugarske bila bi katastrofa za sve narode Austro-Ugarske, izuzev Nijemce i Mađare. Rasap Austro-Ugarske pak bila bi katastrofa za sve narode Monarhije uključujući čak i Nijemce i Mađare. Za nas Hrvate bit će jedina sreća ako bude Austro-Ugarska potpuno poražena, ali da nakon toga ostane na okupu.

U Hrvatskoj je sve više raslo nezadovoljstvo i zahtjevi za rješavanjem hrvatskog pitanja. Njegovo rješenje ovisilo je o tome hoće li Austro-Ugarska opstati kao država ili neće. Kad je izbio rat, bila su moguća tri rješenja hrvatskog pitanja: 
1. ostanak Hrvatske u preuređenoj Austro-Ugarskoj,
2. stvaranje samostalne hrvatske države,
3. ulazak u zajedničku državu svih južnih Slavena, osim Bugara.

Zadnja dva rješenja predviđala su raspad Austro-Ugarske.
Prva je mogućnost početkom rata imala najviše izgleda, jer tada nijedna velesila nije željela raspad Austro-Ugarske, planirao se njen preustroj i federalizacija. Trijalistička opcija dobro je kotirala na Bečkom dvoru. Stvaranje samostalne hrvatske države je u tadašnjim međunarodnim okolnostima imalo najmanje izgleda. Zato su se hrvatski političari u doba rata opredijelili za preostala dva rješenja.
U Hrvatskom Saboru nakon izbora 1913. većinu je imala Hrvatsko-srpska koalicija. Njezina je vodeća ličnost bio Svetozar Pribićević, koji se zalagao za stvaranje jedinstvene južnoslavenske države. HSK se držala oportuno, surađujući s ugarskom vladom, te se nije javno izjašnjavala o preustroju Monarhije. Oporbu su činili frankovci i HPSS, okupljeni u privremeni savez Hrvatski državnopravni demokratski blok (nastao nakon što su ih napustili "meki" pravaši Starčevićeve stranke prava, približivši se jugoslavenskoj opciji). Zajednička im je bila ideja trijalizma, stvaranja Kraljevine Hrvatske s visokim stupnjem autonomije u sklopu Austro-Ugarske. Gotovo tijekom cijeloga rata Stjepan Radić je vjerovao u uspjeh Monarhije i povoljno rješenje hrvatskoga problema u njezinome sklopu. No, prema njegovu kraju, to mu više nije dogma pa u saborskome nastupu u rujnu 1917. ističe:
Pro forma je učinjen korak naprijed što se tiče ujedinjenja hrvatskih zemalja. Naime, podban Vinko Krišković, neumorno radeći na ojačavanju državnopravnog položaja Hrvatske unutar Monarhije, uspio je privoliti posljednjega habsburškog vladara Karla da u svojoj inauguracijskoj prisezi kao ugarsko-hrvatski kralj, na Silvestrovo 1916. u Budimpešti, zajamči teritorijalnu cjelovitost Hrvatske, Slavonije i Dalmacije. To ga je spriječilo da početkom 1917., u prisezi Carevinskom vijeću u Beču, spomene inače dogovoreni tekst prisege u kojem stoji da je Dalmacija austrijska krunska zemlja. Nadalje, Krišković je pregovarao s carem i kraljem Karlom o stvarnom ujedinjenju hrvatskih zemalja, uključujući i Bosnu i Herecegovinu. Unatoč carevoj sklonosti, pokazalo se da su pojedini političari iz Dalmacije i Bosne i Hercegovine tome bili izrazito neskloni; štoviše, neki su predlagali da se Hrvatska i Dalmacija pripoje Bosni.
I zastupnici Hrvati iz Dalmacije i Istre te Slovenci, okupljeni u zastupničkom Jugoslavenskom klubu u Carevinskom vijeću u Beču su nakon smrti cara Franje Josipa 1916. te stupanja na prijestolje cara Karla Svibanjskom deklaracijom predložili da se Austro-Ugarska preuredi na trijalističkom načelu, tj. da se stvori treća jedinica koja bi obuhvatila sve južnoslavenske zemlje u Monarhiji (Sloveniju, Hrvatsku, BiH i Vojvodinu). U sklopu kluba djelovali su neki istaknuti hrvatski političari, poput Vjekoslava Spinčića, Josipa Smodlake, Ive Prodana i drugih. Deklaraciju je pročitao Anton Korošec krajem svibnja 1917. Svibanjska je deklaracija, dakle, predviđala rješavanje hrvatskog pitanja unutar Austro-Ugarske, no taj prijedlog nije bio prihvaćen. Izjašnjavanje Jugoslavenskog kluba za ostanak Južnih Slavena u Monarhiji izazvao je nezadovoljstvo Jugoslavenskog odbora i Trumbića.
Predstavnici saborske oporbe (HSP i HPSS) su svoj prijedlog trijalističkog rješenja hrvatskog pitanja unutar Monarhije pročitali na sjednici Sabora 7. veljače 1918.
S druge pak strane, Starčevićeva stranka prava preuzela je vodeću ulogu u povezivanju svih stranaka i skupina koje stoje na stajalištu jedinstvene južnoslavenske države. U Zagrebu je 2. i 3. ožujka 1918. organiziran sastanak predstavnika iz južnoslavenskih zemalja Monarhije na kojem je prihvaćena Zagrebačka rezolucija, u kojoj se traži stvaranje demokratski uređene južnoslavenske države.
Radićev HPSS nije prisustvovao sastanku zbog neslaganja s rezolucijom, a HSK je smatrala da je za istupe još prerano. Na sastanku je zaključeno i da se treba pristupiti stvaranju narodnih organizacija koje će se spojiti u jedinstveno tijelo. Uskoro su te organizacije osnovane u Dalmaciji, Istri, Hrvatskom primorju i Bosni i Hercegovini. Uskoro se HSK ipak priključila Narodnom vijeću i sukladno većini u Saboru preuzele glavnu riječ. 5. listopada u Zagrebu je stvoreno jedinstveno Narodno vijeće Slovenaca, Hrvata i Srba. Predsjednik je postao Anton Korošec, a potpredsjednici su bili Ante Pavelić (zubar) i Svetozar Pribićević.
Još jedan zagovornik trijalizma unutar Austro-Ugarske bio je i general Sarkotić, ratni upravitelj Bosne i Hercegovine, koji je u zadnjim danima Monarhije pokušao nagovoriti cara i kralja Karla da Hrvatskoj sjedini BiH i Dalmaciju, na što je on načelno pristao, ali i ostavio konačnu odluku ugarskoj vladi, za što je bilo prekasno. Početkom listopada bila je jasno vidljiva skora propast Monarhije. Polovicom listopada 1918. SAD je odbacio ideju o autonomiji južnih Slavena u Monarhiji Car Karlo je pokušao spriječiti neizbježno i u manifestu od 16. listopada predložio preustroj države u federalni savez država. Narodno vijeće Slovenaca, Hrvata i Srba je to glatko odbilo, a 19. listopada objavilo da preuzima vođenje narodne politike u svoje ruke. Po prvi put je javno najavljeno stvaranje zajedničke južnoslavenske države. Hrvatski sabor je na svojem zasjedanju 29. prosinca 1918. jednoglasno prihvatio zaključak o prekidu svih državnopravnih veza s Ugarskom, odnosno s Habsburškom Monarhijom. Hrvatska, Dalmacija i Slavonija s Rijekom proglašene su nezavisnom državom, koja pristupa Državi Slovenaca, Hrvata i Srba. Narodnomu vijeću, Sabor je priznao ustavnu vlast. Odluku o obliku vladavine i unutarnjem uređenju Države, Sabor je prepustio Ustavotvornoj skupštini. Antanta nije priznala novostvorenu Državu SHS, a zbog otpora srpske vlade odbijali su priznati legitimnost Jugoslavenskom odboru. To je omogućilo talijanskoj vojsci da započne s okupacijom hrvatskoga područja u skladu s Londonskim ugovorom iz 1915. Talijanska okupacija (južnih te zapadnih hrvatskih krajeva: Istru i Rijeku s okolicom) potaknula je dalmatinsku vladu da zatraži što brže ujedinjenje sa Srbijom. Zahtjev dalmatinske vlade, kao i nemiri koji su izbili na selu, primorali su Središnji odbor Narodnoga vijeća SHS na ubrzano donošenje odluke o ujedinjenju s kraljevinama Srbijom i Crnom Gorom, unatoč snažnomu protivljenju Stjepana Radića.
Ujedinjenje je proglašeno 1. prosinca 1918., suprotno naputku Narodnoga vijeća i bez pristanka Hrvatskoga sabora. Nova je država nazvana Kraljevstvo Srba, Hrvata i Slovenaca (od lipnja 1921., donošenjem ustava, Kraljevina Srba, Hrvata i Slovenaca).

## Djelovanje Jugoslavenskog odbora
Dio hrvatskih, srpskih i slovenskih političara iz Austro-Ugarske zalagao se za njezino razbijanje i stvaranje zajedničke države Južnih Slavena. Smatrali su da bi ta država trebala obuhvatiti sva južnoslavenska područja u Austro-Ugarskoj (Sloveniju, Hrvatsku, Bosnu i Hercegovinu i Vojvodinu), te tada nezavisne države Srbiju i Crnu Goru. Početkom rata, oni su iz straha pred progonima morali otići u inozemstvo i 1915. godine u Parizu su utemeljili Jugoslavenski odbor. Predsjednik mu je bio hrvatski političar Ante Trumbić. Osim za stvaranje jugoslavenske države, odbor se borio i protiv osvajačkih težnji Italije prema Dalmaciji i Istri, izraženih u Londonskom ugovoru. Velika teškoća u radu Odbora bila je i nesklonost Antante raspadu Austro-Ugarske. Naime, željeli su je očuvati kao ravnotežu u srednjoj Europi, uz određena teritorijalna smanjenja. Velik dio posla Odbora bio je usmjeren prema dokazivanju hrvatskog i slovenskog karaktera istočne jadranske obale, nasuprot talijanskim zahtjevima. Isto tako, poduzeo je veliku kampanju među hrvatskim iseljeničkim zajednicama u Sjevernoj i Južnoj Americi, otkuda je Odboru stizala novčana pomoć.
Jugoslavenski odbor zamišljao je novu državu kao zajednicu ravnopravnih naroda u kojoj bi bila poštovana njihova povijesna autonomna prava. Radeći na stvaranju zajedničke države nastojao je surađivati s srpskom vladom. No, srpska vlada, na čelu s Nikolom Pašićem, vodila je dvostruku politiku: s jedne strane zalagale se za zajedničku, iako centralistički uređenu državu, a s druge strane je pregovarala s Antantom o proširenju Srbije na BiH i dijelove Hrvatske (gotovo cijelu Slavoniju i Dalmaciju). Nikola Pašić je smatrao da bi Odbor trebao imati samo promidžbenu ulogu. Njegove namjere o budućoj državi kao o Velikoj Srbiji natjerale su Frana Supila da početkom 1916. istupi iz Odbora. Iako je Trumbić također shvaćao Pašićeve namjere, nije bio spreman raskinuti s Srbijom.

### Krfska deklaracija
Svibanjska deklaracija i okupacija Srbije od strane Austro-Ugarske nakon 1915. pridonijeli su promjeni stava srpske vlade. To je omogućilo postizanje dogovora s Jugoslavenskim odborom 20. srpnja 1917. na otoku Krfu (gdje je bilo sjedište izbjegličke srbijanske vlade), poznatog pod nazivom Krfska deklaracija. Deklaracija govori o uređenju buduće države, koja je trebala biti ustavna, parlamentarna i demokratska monarhija na čelu sa srbijanskom dinastijom Karađorđevića. Poslije ujedinjenja trebala se sazvati Ustavotvorna skupština koja će dvotrećinskom većinom donijeti ustav. Iako nije imao jakost državnopravnog akta, bio je to prvi dokument u kojem se predlaže stvaranje zajedničke države Južnih Slavena, te je važan trenutak za daljnji razvoj događaja.
Nakon objavljivanja deklaracije, iz Hrvatske su dolazila upozorenja da prvo treba ujediniti i stvoriti hrvatsku državu, a tek onda stupiti u neke veze s Srbijom i Slovenijom. No, kako se kraj rata približavao, postajalo je sve jasnije da Austro-Ugarska neće preživjeti kapitulaciju Središnjih sila. S obzirom na teritorijalne želje susjednih zemalja, prvenstveno pretenzija Italije, hrvatska je budućnost u tom slučaju bila neizvjesna. Zato je Trumbić smatrao da nakon rušenja Austro-Ugarske prvo treba provesti ujedinjenje, a potom će se narodi ravnopravno dogovoriti o ustroju države, što se kasnije pokazalo velikom pogreškom.

### Jugoslavenska legija
Jugoslavenski odbor želio je steći legitimitet među silama Antante, no kako je izborni legitimitet imao hrvatski Sabor, pokušao je pošto-poto stvoriti svoju vojnu postrojbu, Jugoslavensku legiju. Bila je bitna i kao protuteža srpskoj strani u pregovorima, više kao politički potez, nešto slično čehoslovačkoj legiji. U Jugoslavensku legiju su se trebali uključili južnoslavenski iseljenici-dobrovoljci i zarobljeni domobrani.  Od druge polovine 1915., incijativom Jugoslavenskog odbora, hrvatski domobrani su bili novačeni iz ruskog zarobljeništva, što nije bilo u skladu s međunarodnim ratnim pravom, kako bi tvorili jugoslavensku dobrovoljačku postrojbu na solunskom frontu. Takva incijativa nije se sviđala Nikoli Pašiću, jer je u tim nastojanjima vidio pokušaj Jugoslavenskog odbora da stvori vlastitu oružanu silu. Zbog toga je želio da postrojba nosi naziv Srpski dobrovoljački korpus, umjesto Jugoslavenski korpus ili Jugoslavenska legija, kako je Jugoslavenski odbor želio. Okupljeni u Odesi, Hrvati-dragovoljci tražili su da budu upućeni na frontu pod jugoslavenskim, a ne srpskim imenom i znakovljem, čemu su se protivili srpski časnici. U napetu ozračju, punom nepovjerenja, izbijali su sukobi s tragičnim posljedicama. Među njima najpoznatiji je masakr 13 dragovoljaca u listopadu 1916. godine u Odesi. Dovoljni sami sebi, Srbi ne samo da nisu cijenili dragovoljce nego su radili sve da bi im zagorčali život: dragovoljci-časnici bili su neravnopravo materijalno tretirani, kazne nad vojnicima bile su drastične, a bilo je i nasilnog regrutiranja tzv. »silovoljaca«. Slučaj s dobrovoljcima u Odesi bio je nagovještaj odnosa u budućoj državi, ako pobijedi srpska koncepcija o njezinu stvaranju. O tome je Miroslav Krleža pisao:
Kompromisno je u travnju 1917. postrojba nazvana Dobrovoljački korpus Srba, Hrvata i Slovenaca. Zapovjednici su bili mahom Srbi, poslani od Pašića, a u postrojbu je ušao mali broj Hrvata i Slovenaca, koji su bili izloženi pritiscima i fizičkom zlostavljanju. O tome je u Saboru 6. srpnja 1918. govorio saborski zastupnik Čiste stranke prava Aleksandar Horvat:
Veljačka revolucija u Rusiji uzdrmala je temelje korpusa. Od travnja 1917. počelo je njegovo osipanje te su se mnogi priključili ruskim trupama i u jesen 1918. vratili kući.

## Žrtve
O ljudskim gubitcima uoči Božića 1915. govori Miroslav Krleža u romanu Zastave (citirajući vjerodostojno onodobne novinske izvještaje): 25. domobranska pješačka pukovnija 14.000 mrtvih, 26. pukovnija 20.000 mrtvih, a 53. pukovnija 18.000 poginulih.
Ukupni hrvatski vojni gubitci u ratu su najvjerojatnije iznosili oko 190.000 ljudi, dok se negdje navode i podatci od 137.000 vojnih i 109.000 civilnih žrtava. Samo je iz Međimurja poginulo 4.363 ljudi.
Do točnih podataka je teško doći, jer su oni zametnuti i rasuti po arhivima u Beču, Budimpešti i Beogradu. U razdoblju između popisa iz 1911. i 1921., područje Hrvatske i Slavonije izgubilo je nominalno 5.359 stanovnika ili 0,2 % te je 1921. omjer broja žena i muškaraca iznosio 1.043 žene na 1.000 muškaraca. U tom je razdoblju porastao i natalitet, 1,7 % godišnje.
Petar Grgec u svojim ratnim memoarima zapisao je da su hrvatske žrtve od svih austrougarskih naroda najteže.

## U književnosti i publicistici
Miroslav Krleža napisao je poznata djela koja se tiču Hrvata i ovog rata. Važni su i zapisi katoličkog publicista Petra Grgca u četirima djelima u kojima je iznio svoje uspomene na zbivanja iz Prvoga svjetskog rata: Jugoslavenski argonauti, Krvava služba i U paklenom trokutu te Topovi su grmjeli.

## Vanjske poveznice
- Internetski portal Hrvatskog odbora za obilježavanje stogodišnjice Prvoga svjetskog rata
- Izvori vezani za stvaranje monarhističke Jugoslavije
- Dadoh zlato za željezo, knjižica s izložbe Hrvatskog povijesnog muzeja o Hrvatskoj 1914.-1918.
- Grobovi hrvatskih vojnika u Galiciji danas  Arhivirana inačica izvorne stranice od 19. veljače 2021. (Wayback Machine)
- Književnost u Hrvatskoj za vrijeme rata
- Grobovi hrvatskih vojnika u Ukrajini  Arhivirana inačica izvorne stranice od 3. listopada 2013. (Wayback Machine)
- Novinski članak o hrvatskom groblju u Ukrajini[neaktivna poveznica]
- Slikarski radovi Hrvata iz Velikog rata  Arhivirana inačica izvorne stranice od 15. lipnja 2014. (Wayback Machine)
- Plakat Tomislava Krizmana iz 1915.  Arhivirana inačica izvorne stranice od 19. veljače 2021. (Wayback Machine)